# نيكولا نابوليتانو
نيكولا نابوليتانو (بالإيطالية: Nicola Napolitano)‏ (22 يناير 1983 بميلانو في إيطاليا - ) هو لاعب كرة قدم إيطالي في مركز الوسط. لعب مع إنتر ميلان ونادي سبيزيا ونادي كريمونيسي وManfredonia Calcio ‏ واتحاد بافيا لكرة القدم ونادي غوبيو وASD Victor San Marino ‏.

## وصلات خارجية
- نيكولا نابوليتانو على موقع قاعدة بيانات كرة القدم.إي يو (الإنجليزية)